# Kättesjö mossar (östra)
Kättesjö mossar (östra) este o arie protejată (arie specială de conservare — SAC, sit de importanță comunitară — SCI) din Suedia întinsă pe o suprafață de 12,8 ha, integral pe uscat.

## Localizare
Centrul sitului Kättesjö mossar (östra) este situat la coordonatele 57°30′02″N 13°35′59″E / 57.5005°N 13.5998°E.

## Înființare
Situl Kättesjö mossar (östra) a fost declarat sit de importanță comunitară în mai 2006 pentru a proteja un număr necunoscut de specii din flora spontană și fauna sălbatică aflate în arealul zonei. Situl a fost protejat și ca arie specială de conservare în ianuarie 2014.

## Biodiversitate
Situată în ecoregiunea boreală, aria protejată conține 1 habitat natural: Turbării active.
La baza desemnării sitului se află un număr nedeclarat de specii protejate.